# فینینگلی
فینینگلی (به انگلیسی: Finningley) یک روستا و محله مدنی در بریتانیا است که در کلان‌شهر مستقل دانکستر واقع شده‌است. فینینگلی ۱٬۴۹۷ نفر جمعیت دارد.